# Pentaceration magna
Pentaceration magna is een pissebed uit de familie Paramunnidae. De wetenschappelijke naam van de soort is voor het eerst geldig gepubliceerd in 2011 door Just.